# Plošnjaci
Plošnjaci  (lat. Platyhelminthes) su koljeno iz carstva životinja iz skupine beskralješnjaka. Pripadaju također i skupini Acelomata, tj. nemaju tjelesnih šupljina. Plošnjaci su prvi lateralno simetrični organizmi u lancu evolucije, leđno-trbušno spljoštenog tijela, što je ujedino napredak u odnosu na primitivnije oblike životinja. Također su i prvi organizmi koji imaju formirane organe i organske sustave. Dvobočna (bilateralna) simetrija je kao posljedicu imala polarizaciju tijela na prednji i stražnji (repni) dio tijela što je omogućilo osvajanje novih životnih prostora. Kao napredak također se pojavila i cefalizacija tijela (koncentriranje živčanog sustava) u području glave što je pak omogućilo bolje snalaženje u prostoru i kretanju.
Plošnjaci žive aktivnim životom. Neki su nametnici (metilji, jednorodni metilji i trakavice), a neki žive nenametničkim životom (virnjaci). Imaju neprohodno probavilo, a neke nametničke vrste čak i nemaju probavilo. Pokazuju također i složeniju organizaciju sustava organa za izlučivanje u odnosu na spužve i žarnjake.

## Klasifikacija plošnjaka
Koljeno plošnjaci dijeli se u četiri razreda:
Virnjaci (Turbellaria)

Metilji (Trematoda)

Jednorodni metilji (Monogenea)

Trakavice (Cestoda)